# Acantholimon knorringianum
Acantholimon knorringianum är en triftväxtart som beskrevs av Igor Alexandrovich Linczevski. Acantholimon knorringianum ingår i släktet Acantholimon och familjen triftväxter. Inga underarter finns listade i Catalogue of Life.